# Osiek-Włostybory
Osiek-Włostybory – wieś w Polsce, położona w województwie mazowieckim, w powiecie sierpeckim, w gminie Zawidz.
| SIMC    | Nazwa                    | Rodzaj      |
| ------- | ------------------------ | ----------- |
| 0579833 | Gajówka Osiek-Włostybory | osada leśna |
| 0579840 | Pniewo                   | przysiółek  |

W latach 1975–1998 miejscowość administracyjnie należała do województwa płockiego.